# Nurbakyt Tengizbayev
Nurbakyt Tengizbayev (n. 10 aprilie 1983, Üşaral qalasy⁠(d), RSS Kazahă, URSS) este un luptător ce a reprezentat Kazahstan, medaliat olimpic. A participat la 2 ediții ale Jocurilor Olimpice (2004, 2008) în care a câștigat o medalie de bronz.